# 田原牧
田原 牧（たはら まき、1962年 - ）は、東京新聞（中日新聞東京本社）特別報道部記者。紙面では戸籍名の田原拓治名義でも執筆している。

## 経歴
1962年北海道生まれ。麻布高校相撲部に在籍しつつ、東京都内の定時制高校の統廃合反対運動に参加した。新左翼セクトとの揉め事で明治大学政治経済学部を追われた後、零細広告代理店の営業を経てフリーランスのジャーナリストとなる。1987年2月、内戦中のレバノンを取材中にスパイ容疑でシリアの秘密警察に逮捕され処刑されそうになったが、1週間で容疑が晴れて釈放される。同年、中日新聞社入社。1991年に湾岸戦争を、1994年にルワンダ内戦・難民問題を取材。1995年から1996年までエジプトのカイロ・アメリカン大学 (AUC) アラビア語専科に留学。1997年から2000年まで中日新聞カイロ特派員を務める。同志社大学一神教学際研究センター (CISMOR) 客員研究員。季刊誌『アラブ』（日本アラブ協会発行）編集委員。インターネットメディア「The Journal」にも連載コラムを執筆した。第12回開高健ノンフィクション賞受賞。
私生活では10代の頃からニューハーフの店に従業員として出入りし、女性として生き始めた30代後半までいわゆるノンケの生活を送っていたが、2000年以降に女性ホルモンの投与を開始。現在では性同一性障害 (GID) と診断を受け、トランスジェンダーとしてカミングアウトしている。

## 著書
- 『イスラーム最前線─記者が見た中東、革命のゆくえ』河出書房新社、2002年（田原拓治名義）
- 『ネオコンとは何か─アメリカ新保守主義派の野望』世界書院、2003年
- 『ほっとけよ。─自己決定が世界を変える』ユビキタ・スタジオ、2006年
- 『中東民衆革命の真実 ―エジプト現地レポート』集英社新書、2011年
- 『ジャスミンの残り香―「アラブの春」が変えたもの』集英社、2014年